# Haas VF-24
De Haas VF-24 is een Formule 1-auto die gebruikt wordt door het Formule 1-team van Haas in het seizoen 2024. De auto is de opvolger van de Haas VF-23. De VF-24 rijdt met een motor van Ferrari. De wagen werd online onthuld op 2 februari 2024. De VF-24 wordt bestuurd door Kevin Magnussen voor zijn derde achtereenvolgende jaar bij het team, en Nico Hülkenberg, die in 2024 zijn tweede en laatste seizoen voor het team zal rijden.

Op 1 september werd bekendgemaakt dat  Kevin Magnussen geschorst zou worden voor de Grand Prix van Azerbeidzjan nadat hij de limiet van 12 strafpunten had overschreden. Op 6 september werd bekendgemaakt dat Oliver Bearman Magnussen vervangt voor deze race. Bearman verving Magnussen (die zich vanwege ziekte had teruggetrokken) ook tijdens de Grand Prix van São Paulo.

## Resultaten
| Kleur   | Resultaat                       |
| ------- | ------------------------------- |
| Goud    | Winnaar                         |
| Zilver  | Tweede plaats                   |
| Brons   | Derde plaats                    |
| Groen   | Gefinisht (punten behaald)      |
| Blauw   | Gefinisht (geen punten behaald) |
| Blauw   | Niet geklasseerd (NC)           |
| Paars   | Uitgevallen (DNF)               |
| Rood    | Niet gekwalificeerd (DNQ)       |
| Zwart   | Gediskwalificeerd (DSQ)         |
| Wit     | Niet gestart (DNS)              |
| Blanco  | Gewond (INJ)                    |
| Blanco  | Uitgesloten (EX)                |
| Blanco  | Teruggetrokken (WD)             |
| Blanco  | Niet deelgenomen                |
| 1, 2, 3 | Sprint positie (punten behaald) |
| P       | Poleposition                    |
| S       | Snelste ronde                   |

| Jaar | Chassis en banden | Motor             | Coureurs        | 1   | 2   | 3   | 4   | 5   | 6   | 7   | 8   | 9   | 10  | 11  | 12  | 13  | 14  | 15  | 16  | 17  | 18  | 19  | 20  | 21  | 22  | 23   | 24  | Punten | WK-plaats |
| ---- | ----------------- | ----------------- | --------------- | --- | --- | --- | --- | --- | --- | --- | --- | --- | --- | --- | --- | --- | --- | --- | --- | --- | --- | --- | --- | --- | --- | ---- | --- | ------ | --------- |
| 2024 | VF-24 P           | Ferrari 066/10 V6 |                 | BHR | SAR | AUS | JPN | CHN | MIA | EMI | MON | CAN | SPA | OOS | GBR | HON | BEL | NED | ITA | AZE | SIN | VST | MXS | SAP | LSV | QAT  | ABU | 58     | 7         |
| 2024 | VF-24 P           | Ferrari 066/10 V6 | Kevin Magnussen | 12  | 12  | 10  | 13  | 16  | 19  | 12  | DNF | 12  | 17  | 8   | 12  | 15  | 14  | 18  | 10  |     | 19† | 711 | 7   | WD  | 12  | 9    | 16S | 58     | 7         |
| 2024 | VF-24 P           | Ferrari 066/10 V6 | Nico Hülkenberg | 16  | 10  | 9   | 11  | 10  | 711 | 11  | DNF | 11  | 11  | 6   | 6   | 13  | 18  | 11  | 17  | 11  | 9   | 8   | 9   | DSQ | 8   | 7DNF | 8   | 58     | 7         |
| 2024 | VF-24 P           | Ferrari 066/10 V6 | Oliver Bearman  |     |     |     |     |     |     |     |     |     |     |     |     |     |     |     |     | 10  |     |     |     | 12  |     |      |     | 58     | 7         |

- † Uitgevallen maar wel geklasseerd omdat er meer dan 90% van de race-afstand werd afgelegd.